# Altfrid

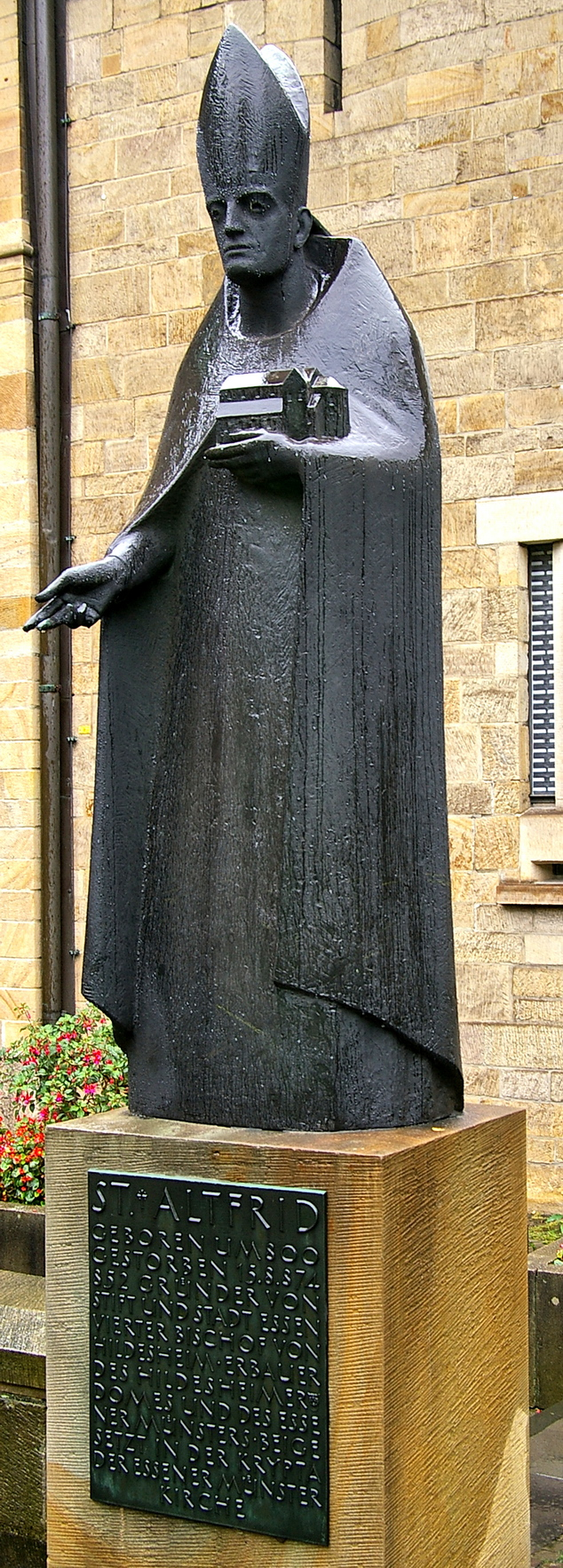
Een modern standbeeld van de heilige Altfrid voor de domschatkamer van de Dom van Essen. In zijn hand houdt Altfrid in navolging van de middeleeuwse stichtingsafbeeldingen een model van de Münster van Essen.

De heilige Altfrid (ook Altfrid van Hildesheim) (rond 800 - 15 augustus 874) was een leidende figuur in het negende-eeuwse Duitsland. Begonnen als benedictijner monnik, werd hij bisschop van Hildesheim. Hij was de oprichter van het Sticht Essen. Naast zijn kerkelijke werkzaamheden was hij als koninklijke adviseur nauw verbonden met de Oost-Frankische koning Lodewijk de Duitser. 
Altrid wordt vereerd als een heilige. Zijn feestdag wordt gevierd op 15 augustus, het feest van Maria-Tenhemelopneming, maar in Essen en Hildesheim ook op 16 augustus.
- Gemeinsame Normdatei: 11864842X
- International Standard Name Identifier: 0000 0000 2056 5018
- Nederlandse Thesaurus van Auteursnamen: 073565482
- Virtual International Authority File: 18015632
- WorldCat: E39PBJbWxWGQFyvgX98hgfyGHC